# Сушанський інцидент
Сушанський інцидент — напад на село Сушани Брянської області, та село Любечани, що у Росії, який стався 2 березня 2023 року, в ході якого військові Російського добровольчого корпусу на короткий відрізок часу зайняли село, допоки того ж дня не відступили за український кордон. Це був перший засвідчений випадок боїв на території Росії у ході російсько-української війни.

## Передісторія
9 лютого 2023 року Брянська влада повідомила про завершення зміцнення кордону з Україною. Губернатор регіону Олександр Богомаз провів зустріч із командувачами угруповання прикриття державних кордонів. «Командувачі високо оцінили виконання поставлених завдань, відзначили значний внесок Брянської області в матеріально-технічне забезпечення військ, що дислокуються на території регіону...».

## Перебіг подій
Уранці 2 березня 2023 року в село Сушани Брянської області проникли військові РДК чисельністю 45 (за даними РДК) осіб. В результаті короткого бою взяли сільську адміністративну будівлю, знявши біля неї відео, в якому закликали співвітчизників боротись із путінським режимом. Ідентифікація осіб на відео показує, що один з представників, Денис Капустін (Нікітін), — бізнесмен, засновник Російського добровольчого корпусу; другим упізнали блогера-поета, що відомий під ніком «SolarCross». Того ж дня, військові РДК відступили з села за кордон з Україною.
Російські ЗМІ назвали інцидент проникненням українських ДРГ, які нібито взяли у заручники декілька мешканців села, та вбили водія шкільного автобуса, завдали одній дитині кульового поранення. Однак, заступник губернатора Брянської області повідомила, що обстрілу автобуса не було, адже школи в даному районі перебувають на дистанційному навчанні. Україна свою участь у нападі заперечувала.

## Реакція

### Україна
У Офісі Президента України інцидент назвали класичною російською провокацією. Радник Офісу Михайло Подоляк зазначив, що таким чином Росія хоче налякати своїх громадян, щоб за рік війни бодай якось виправдати напад на іншу країну та зростаючу бідність.
Секретар РНБО Олексій Данілов каже, що «в Росії діє рух російських антифашистів-ополченців».

### Росія
Путін заявив, що це злочин, що було поранено цивільних, і пообіцяв «покарати винних».